# Église Saint-Étienne de Passavant-sur-Layon
L'église Saint-Étienne est une église située à Passavant-sur-Layon, en France.

## Localisation
L'église est située dans le département français de Maine-et-Loire, sur la commune de Passavant-sur-Layon.

## Historique
L'édifice est classé au titre des monuments historiques en 1926.